# 安达卢斯

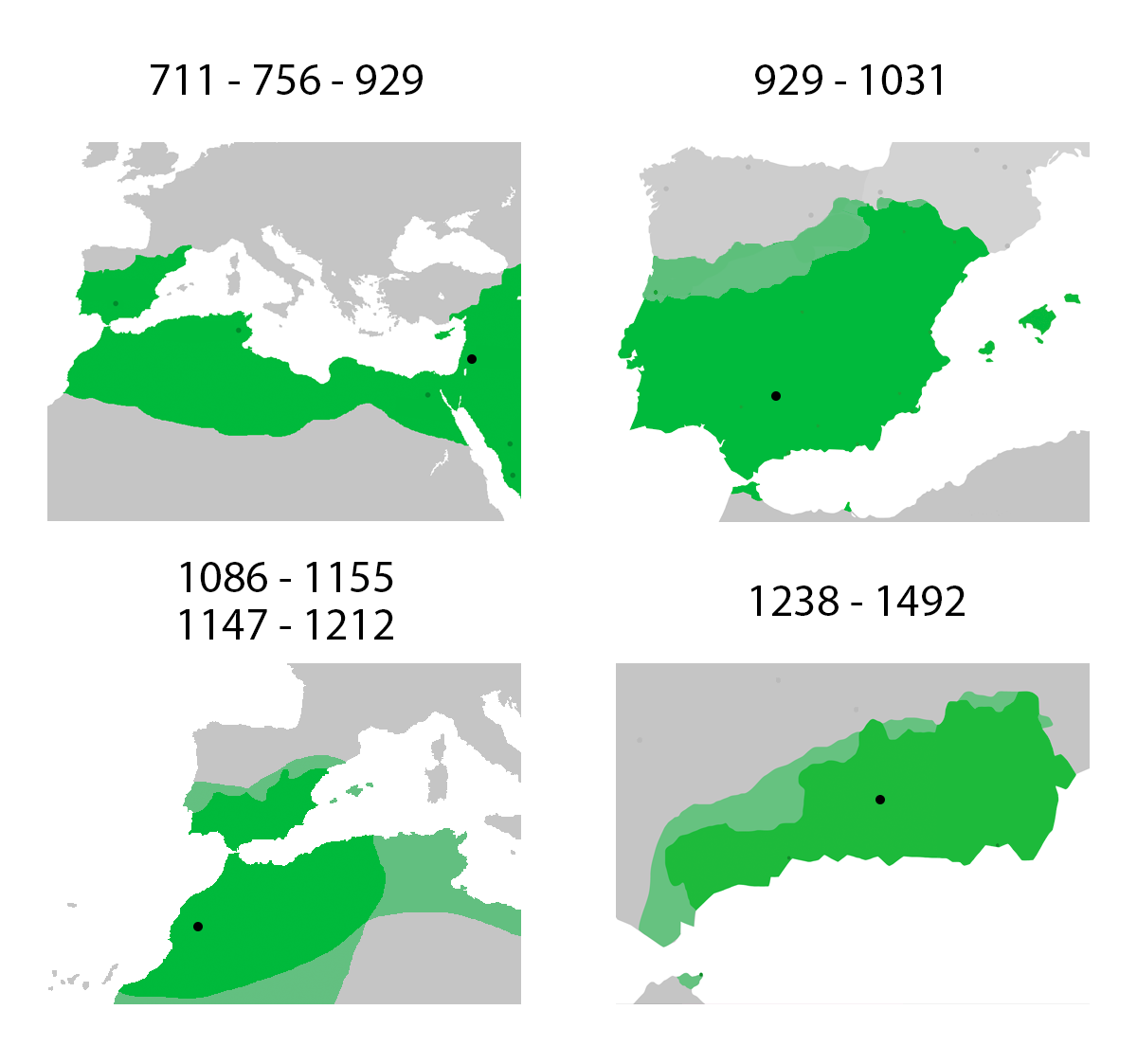

安達盧斯（Al-Andalus）是穆斯林在中世紀對伊比利亞半島的稱呼。 全盛時期包括大部分伊比利亞半島和今天南法的塞蒂馬尼亞。這詞語也指半島被阿拉伯和柏柏爾政權（西方稱摩爾人）統治的711年－1492年這段時期，而基督教王國收復失地運動的進程亦不斷改變這一地域的界線，結果它萎縮到南部並最終只指小小的格拉納達酋長國。今天西班牙南部的安達盧西亞因此得名。
安達盧斯的範圍於711年伍麥葉王朝剛剛征服西班牙後達到全盛。在倭馬亞王朝統治時期，安達盧斯被劃分為五個行政區，對應今天的安達盧西亞；葡萄牙與加利西亞；卡斯蒂利亞與萊昂；納瓦拉、亞拉岡與加泰羅尼亞；以及奧克西塔尼大區的朗格多克-魯西永。 政治上，它相繼作為倭馬亞王朝、科爾多瓦酋長國、後倭馬亞王朝和西班牙地區諸「泰法」王國的政區。各國的統治促進了穆斯林與基督徒的文化交流和協作。 基督徒和猶太人要向穆斯林王國提交額外的人頭稅，以獲得信仰自由和同等保護。
在後倭馬亞王朝的經營下，安達盧斯成為了學術的燈塔，而首府科爾多瓦還成為了全地中海盆地、歐洲和伊斯蘭世界最頂尖的經濟及文化中心之一，兼歐洲最大城市。許多先進的伊斯蘭和西方科學來自安達盧斯，例如伊本·弗納斯（Ibn Firnas）發明的第一款滑翔機，三角學、天文學、手術、藥劑、農業學的其他成就，以及伊本·魯世德的傑作。安達盧斯成為歐洲和地中海沿岸地區的主要教育中心，並成為伊斯蘭世界和基督教世界之間進行文化和科學交流的渠道。 
在歷史上的大部分時間，安達盧斯一直與北方的基督教王國起衝突。後倭馬亞王朝滅亡後，安達盧斯分裂出多個小國。而基督教王國的攻勢亦日益凌厲，以卡斯蒂利亞為主。 穆拉比特王朝介入並擋住了基督教陣營的攻勢，廢除了一些較弱的安達盧斯親王國，以及建立了柏柏爾人對安達盧斯的直接統治。在後一個半世紀，安達盧斯受到了都城位於馬拉喀什的柏柏爾帝國，穆拉比特王朝與穆瓦希德王朝的統治。
最終，北方的基督教王國壓過了南部的伊斯蘭國家，向南推進。 1085年，阿方索六世攻下了托萊多，開始了伊斯蘭勢力的衰落。隨著1236年科爾多瓦的陷落，南部大部分地方已經落到基督教王國手上，格拉納達酋長國兩年以後也成為了卡斯蒂利亞王國的附庸。 1249年，葡萄牙的收復失地運動以征服阿爾加維作結，使格拉納達酋長國成為半島僅存的伊斯蘭國家。最後，在1492年1月2日，格拉納達伊瑪目穆罕默德十二世向卡斯蒂利亞女王伊莎貝拉一世投降，基督教王國的收復失地運動完成。

## 詞源
「安達盧斯」（الأندلس）一詞最早可見於716年新穆斯林政府在西班牙鑄造的硬幣。 這些硬幣（稱為第納爾）同時具有拉丁文和阿拉伯文。 傳統認為「安達盧斯」由汪達爾人的名稱轉寫而成，但20世紀80年代以來的提議挑戰了這一傳統。 有人提出它從阿特蘭蒂斯一詞演變成，有人提出它源自哥特語詞語「*landahlauts」，甚至有人提出它的源頭早於羅馬時代以前。 

## 歷史

### 伍麥葉時期
伍麥葉哈里發瓦利德一世統治時期，穆斯林將軍齊亞德帶領一眾柏柏爾人於711年登陸於今直布羅陀地區，並且在瓜達萊特戰爭中擊敗以篡位上任的西哥特國王羅德里克。之後，齊亞德將軍在獲得馬格里布總督努塞爾的軍事援助後便往北征服，並且在717年時跨越比利牛斯山征服塞普提曼尼亞。
740年，柏柏爾人在北非起義。伍麥葉王朝的哈里发希沙姆·本·阿卜杜勒派出大军镇压，但是伍麥葉军在巴格杜拉戰役被柏柏爾義军擊敗。伊比利半島北部的柏柏爾駐軍也發生兵變，罷免了阿拉伯指揮官，並組織了一支龐大的叛軍，向托莱多，科爾多瓦和阿爾赫西拉斯進軍。
742年，安達盧斯的阿拉伯總督與巴爾吉·本·比什爾一起在一系列激烈的戰鬥中粉碎了柏柏爾叛軍。然而，敘利亞指揮官與安達盧斯人（早期代表團中所謂的「原住民阿拉伯人」）之間隨即爆發了爭吵。742 年 8 月，敘利亞人在艱苦的阿誇波托拉戰役中擊敗了安達盧斯人，但由於人數太少，無法佔領該省。
此争端在阿布·哈塔爾·胡薩姆分派到安達盧斯各地的封地後停歇敘利亞人的到來大大增加了伊比利半島的阿拉伯元素，並有助於加強穆斯林對南部的控制。但同時，敘利亞的容德（军区 ）们不願接受統治，實行自治的封建無政府狀態，嚴重動搖了安達盧斯總督的權威。
起義的第二個重大後果是阿斯圖裡亞斯王國的擴張，此前該王國的領土僅限於坎塔布連高地的飛地。阿斯圖里亞斯的阿方索一世 迅速佔領了被廢棄的許多北方要塞。阿斯圖裡亞人將基督教徒從加利西亞-萊昂低地的城鎮和村莊中疏散，在杜羅河流域（“杜羅沙漠”）形成了一個空曠的緩衝區。在接下來的幾個世紀裡，這條新近空出來的邊界大致保持不變，成為基督教北部和伊斯蘭教南部的分界線。這些騷亂和混亂也使得在矮子丕平領導下的法蘭克人得以在 752 年入侵戰略要地塞普提曼尼亞地帶，希望以此奪取安達盧斯入侵法蘭克的簡易基地。經過長期的圍攻，阿拉伯人的最後一個堡壘，納博訥，最終在 759 年被法蘭克人攻陷。安達盧斯因此被封鎖在比利牛斯山脈。
柏柏爾起義的第三個後果是伍麥葉王朝對西部省份的統治崩潰。由於倭馬亞王朝的哈里發們被東部阿拔斯王朝的挑戰所困擾，西部的馬格里布和安達盧斯逐漸失去了控制。從 745 年左右開始，菲赫里德家族奪取了西部省份的權力，並幾乎像統治自己的私人家族帝國一樣統治這些省份。

### 哥多華埃米爾國時期
750 年，在伍麥葉王朝覆滅後，菲赫里德家族尋求與阿拔斯王朝達成諒解，希望他們能夠被允許繼續自治。但當阿拔斯王朝拒絕了這項提議並要求其屈服時，費赫里德王朝宣布獨立，並且邀請被廢黜的倭馬亞王朝殘餘分子到他們的領地避難。這是一個致命的決定，因為倭馬亞王朝比菲赫里德王朝本身擁有更合法的統治權。具有叛逆思想的當地領主對菲赫里德王朝的專制統治感到不滿，與抵達的倭馬亞流亡者密謀造反。
755年，伍麥葉王朝的阿卜杜拉赫曼抵達安達魯斯。他和他的支持者迅速佔領了馬拉加，塞維利亞，並最終佔領科爾多瓦，擊敗總督優素福·本·阿卜杜勒·費赫里。阿卜杜拉赫曼接著建立了哥多華埃米爾國，是為阿卜杜拉赫曼一世。
阿卜杜勒·拉赫曼在征服後的幾年裡統治穩定——他修建了主要的公共工程，其中最著名的是科爾多瓦清真寺，並在幫助酋長國城市化的同時保衛它免受入侵者的侵害，包括鎮壓多起叛亂，並果斷擊退了查理曼大帝的入侵（這後來啟發了史詩《羅蘭之歌》的創作）。這些入侵中最重要的是阿拔斯王朝的重新征服嘗試。 763 年，阿拔斯王朝的哈里發曼蘇爾任命伊本·穆吉斯為非洲總督，計劃入侵並摧毀科爾多瓦酋長國。作為回應，阿卜杜勒·拉赫曼在卡莫納的堡壘內駐紮，並派遣了相比阿拔斯大军十分之一的士兵。經過長時間的圍攻，阿卜杜勒·拉赫曼似乎將被擊敗，但在最後的抵抗中，阿卜杜勒·拉赫曼率領少數軍隊打開了堡壘的大門，向休息的阿拔斯軍隊發起了猛烈的攻擊，並徹底擊敗了他們，杀死伊本·穆吉斯。據說，在收到伊本·穆吉斯的防腐頭顱後，曼蘇爾驚呼“感謝真主，他用大海阻隔了我和這個魔鬼！”
阿卜杜勒拉赫曼一世在經歷了漫長而繁榮的統治後於 788 年去世。他的兒子希沙姆一世繼承了他的王位，他透過流放試圖反抗他的兄弟來鞏固權力。希沙姆享受了八年的穩定統治後，他的兒子哈卡姆一世繼承了王位。接下來的幾十年相對平靜，只偶爾發生一些小規模的叛亂，並見證了酋長國的崛起。 822 年，哈卡姆去世，偉大的埃米爾，阿卜杜勒拉赫曼二世，繼任。他掌權並試圖改革酋長國：他迅速改組了官僚機構，以提高效率，並在酋長國各地建造了許多清真寺。在他的統治期間，科學和藝術蓬勃發展，因為第四次菲特納戰爭（阿拔斯内戰）的災難性導致許多學者逃離了阿拔斯王朝。學者阿巴斯·伊本·菲爾納斯曾嘗試飛行，但關於他的成功是否說法不一。 852 年，阿卜杜勒·拉赫曼二世去世，留下了一個強大而完善的國家，使哥多華埃米爾國成為地中海最強大的國家之一。

## 脚注
1. ↑  Camilo Gómez-Rivas. . Brill. 21 November 2014: 1, note 3  [2020-04-25]. ISBN 978-90-04-27984-1. （原始内容存档于2021-01-16）.
2. ↑  Fernando Luis Corral. . Natalie Fryde; Dirk Reitz  (编). . LIT Verlag Münster. 2009: 67  [2020-04-25]. ISBN 978-3-8258-9478-8. （原始内容存档于2021-01-16）.
3. ↑  "Para los autores árabes medievales, el término al-Andalus designa la totalidad de las zonas conquistadas - siquiera temporalmente - por tropas arabo-musulmanas en territorios actualmente pertenecientes a Portugal, Espana y Francia" ("For the medieval Arab authors, al-Andalus designates all the conquered areas - even temporarily - by Arab-Muslim troops in territories now belonging to Portugal, Spain and France"), José Ángel García de Cortázar（西班牙语：José Ángel García de Cortázar）, V Semana de Estudios Medievales: Nájera, 1 al 5 de agosto de 1994, Gobierno de La Rioja, Instituto de Estudios Riojanos, 1995, p.52.
4. ↑  "Los arabes y musulmanes de la Edad Media aplicaron el nombre de al-andalus a todas aquellas tierras que habian formado parte del reino visigodo : la Peninsula Ibérica y la Septimania ultrapirenaica." ("The Arabs and Muslims from the Middle Ages used t he name of al-Andalus to all those lands that were formerly part of the Visigothic kingdom: the Iberian Peninsula and Septimania"), Eloy Benito Ruano（西班牙语：Eloy Benito Ruano）, Tópicos y realidades de la Edad Media, Real Academia de la Historia, 2000, p.79.
5. ↑  "Andalus, al-" Oxford Dictionary of Islam. John L. Esposito, Ed. Oxford University Press. 2003. Oxford Reference Online. Oxford University Press. Accessed 12 June 2006.
6. ↑  O'Callaghan, Joseph F. . Ithaca: Cornell University Press. 1983-10-31: 142  [2020-04-23]. ISBN 0801468728. OCLC 907117391. （原始内容存档于2021-01-16）.
7. ↑  Covington, Richard. Arndt, Robert , 编. . Saudi Aramco World (Aramco Services Company). 2007, 58 (3): 2–16  [2020-04-23]. （原始内容存档于2021-03-01）.
8. ↑  Pigna, Felipe. . El Historiador. 2018-02-06  [2020-04-25]. （原始内容存档于2015-12-08） （西班牙语）.
9. ↑  Sabine Panzram; Laurent Callegarin. . Casa de Velázquez. 22 November 2018: 145  [2020-04-22]. ISBN 978-84-9096-227-5. （原始内容存档于2021-01-16）.
10. ↑  Michael L. Bates. . Jerrilynn D. Dodds  (编). . Metropolitan Museum of Art. 1992: 384  [2020-04-22]. ISBN 978-0-87099-636-8. （原始内容存档于2021-01-16）.
11. ↑  Thomas F. Glick. . BRILL. 2005: 21  [2020-04-22]. ISBN 90-04-14771-3. （原始内容存档于2021-01-16）.
12. ↑  Cantó, Pablo. . El País (Prisa). 9 September 2016  [15 April 2019]. （原始内容存档于2021-03-08） （西班牙语）.
13. ↑  Joaquín Vallvé. . Instituto de Filología. 1986: 55–59  [2020-04-22]. ISBN 978-84-00-06295-8. （原始内容存档于2021-01-16）.
14. ↑  Halm, H einz. . Der Islam. 1989, 66 (2): 252–263. doi:10.1515/islm.1989.66.2.252.
15. ↑  Bossong, Georg. Restle, David; Zaefferer, Dietmar , 编.  [The Name al-Andalus: Revisiting an Old Problem] (PDF). Trends in Linguistics. Studies and Monographs. Sounds and systems: studies in structure and change. (Berlin: De Gruyter Mouton). 2002, 141: 149  [2020-04-22]. ISBN 978-3-11-089465-3. ISSN 1861-4302. （原始内容存档 (PDF)于2008-06-27） （德语）. Only a few years after the Islamic conquest of Spain, Al-Andalus appears in coin inscriptions as the Arabic equivalent of Hispania. The traditionally held view that the etymology of this name has to do with the Vandals is shown to have no serious foundation. The phonetic, morphosyntactic, and historical problems connected with this etymology are too numerous. Mo reover, the existence of this name in various parts of central and northern Spain proves that Al-Andalus cannot be derived from this Germanic tribe. It was the original name of the Punta Marroquí cape near Tarifa; very soon, it became generalized to designate the whole Peninsula. Undoubtedly, the name is of Pre-Indo-European origin. The parts of this compound (anda and luz) are frequent in the indigenous toponymy of the Iberian Peninsula.
16. ↑  Makki, Mahmoud. .
17. ↑  TheBiography.us; TheBiography.us. "Biography of Emir de al-Andalus Abd al-Rahman o Abderramán II (792–852)". thebiography.us. Archived from the original on September 21, 2020. Retrieved October 14, 2020.